# Menkere
Il Mėnkėrė o Menkere (in russo Мэнкэрэ, Мэнгкэрэ, Менкере́?) è un fiume della Russia siberiana nordorientale, affluente di destra della Lena. Scorre nella Sacha (Jacuzia).

## Descrizione
Il fiume ha origine dalla confluenza dei due rami sorgentizi Synča, lungo 175 km, e Nëlon, lungo 130 km, il quale scende dai monti Orulgan (nel versante nordoccidentale dei monti di Verchojansk). Il Mėnkėrė scorre successivamente nella parte orientale del bassopiano della Jacuzia centrale.
La lunghezza del Menkere è di 227 km, assieme al Synča è di 402 km; l'area del suo bacino è di 15 900 km². Sfocia nella Lena a 603 km dalla sua foce. Tra i suoi maggiori affluenti c'è il Djuėdesinde (98 km) da sinistra. Non ci sono insediamenti lungo il corso del fiume.

## Clima
Il clima del bacino è subartico e fortemente continentale. La maggior quantità di precipitazioni cade in estate. La neve di solito non cade solo a luglio. La piovosità annua è di circa 400 mm. La durata del periodo con manto nevoso è di almeno 240 giorni.